# Babylon blues 1985
Babylon blues 1985 är Babylon Blues första inspelning från 1985 som 2002 remastrades och gavs ut på CD av Stry.

## Låtlista
1. Städer (Stry/Babylon Blues)
2. Kickar (Imperiet)
3. Har vi inte grävt för många hål (Stry/Babylon Blues)
4. Marabou pojk (Stry/Babylon Blues)
5. Sponkad (Stry/Babylon Blues)
6. Natt & dag (Stry/Babylon Blues)
7. Död i hans ögon (Stry/Babylon Blues)
8. Anarki/äcklig (Stry/Babylon Blues)
9. Sommarnatt (Stry/Babylon Blues)
10. Rock'n roll (Stry/Babylon Blues)
11. Gunga bergets topp (Stry/Babylon Blues)
12. Så lugnt (Stry/Babylon Blues)

## Medverkande
- Stry - Sång
- Mikael Vestergren - Gitarr
- Mikael Bryder - Bas
- Peter Rosengren - Trummor